# イタリア式離婚狂想曲
イタリア式離婚狂想曲（イタリアしきりこんきょうそうきょく、伊語Divorzio all'italiana）は、1961年製作のイタリア映画。1961年のアカデミー賞にて脚本賞を受賞した。
「イタリア式コメディ」（Commedia all'italiana）というジャンルの名は、本作から命名された。

## ストーリー
シチリアの貴族フェルディナンドは、結婚していたが17歳のアンジェラと恋に落ち再婚したがっていた。しかしイタリア法の下では離婚は許されていない。妻が死んでしまえば、彼は自由になるが…。フェルディナンドは、妻が不倫をしたとしたら彼女を殺しても「名誉の殺人」として罪が軽くなることに気づき、そのために妻ロザリアが他の男性と恋に落ちるように仕向けることにした。

## キャスト
| 役名                         | 俳優                       | 日本語吹替                                                                    |
| 役名                         | 俳優                       | 東京12ch版                                                                    |
| ---------------------------- | -------------------------- | ----------------------------------------------------------------------------- |
| フェルディナンド             | マルチェロ・マストロヤンニ | 広川太一郎                                                                    |
| ロザリア                     | ダニエラ・ロッカ           | 増山江威子                                                                    |
| アンジェラ                   | ステファニア・サンドレッリ | 秋山久美                                                                      |
| カルメロ                     | レオポルド・トリエステ     | 山内雅人                                                                      |
| ドン・ガエターノ・チェファル | オドアルド・スパダーロ     | 松村彦次郎                                                                    |
| アニエーゼ                   | アンジェラ・カルディル     | 渡辺知子                                                                      |
| ロザリオ                     | ランド・ブッツァンカ       | 城山知馨夫                                                                    |
| デ・マルツィ弁護士           | ピエトロ・トルディ         | 久松保夫                                                                      |
| カロジェーロ                 | ウーゴ・トレンテ           | 諏訪孝二                                                                      |
| ドンナ・マチルデ・チェファル | ピアンカ・カスタニェッテ   | 金子亜矢子                                                                    |
| フィフィダ叔母               | ローラ・トミセリ           | 島木綿子                                                                      |
| 不明 その他                  | N/A                        | 根本好章 石森達幸 清川元夢 小谷野美智子 水鳥鉄夫 京田尚子 三田松五郎 蔵本順子 |
| 日本語版スタッフ             |                            |                                                                               |
| 演出                         | 演出                       | 中野寛次                                                                      |
| 翻訳                         | 翻訳                       | 加藤享 たかしまちせこ                                                         |
| 効果                         | 効果                       | 藤田信夫 遠藤堯雄                                                             |
| 調整                         | 調整                       | 平野富夫                                                                      |
| 制作                         | 制作                       | 東北新社                                                                      |
| 解説                         | 解説                       | 芥川也寸志                                                                    |
| 初回放送                     | 初回放送                   | 1971年12月9日 『木曜洋画劇場』 21:00-23:00 正味97分10秒                       |